# Cratere Boulia
Boulia  è un cratere sulla superficie di Marte.